# Socotrapotamon nojidense
Socotrapotamon nojidense is een krabbensoort uit de familie van de Potamidae. De wetenschappelijke naam van de soort is voor het eerst geldig gepubliceerd in 2000 door Apel & Brandis.